# Грб Карловачке жупаније
Грб Карловачке жупаније је званични грб хрватске територијалне јединице, Карловачка жупанија. 
Грб је у садашњем облику усвојен је 27. фебруара 1995. године.

## Опис грба
Грб Карловачке жупаније је грб који има црвену боју штита преко које се простиру укупно четири хоризонтално положене сребрне греде. Те сребрне греде представљају 4 реке: Купу, Корану, Мрежницу и Добру. У доњем делу грба смештен је хералдички ромб (шиљак) плаве боје чији врх сеже до треће греде гледано од доле. На овом ромбу се налази златна шестокрака звезда, око које је сребрна оклопљена рука која држи мач са златном дршком.